# 对陕北苏区和陕甘苏区第一次围剿
对陕北苏区和陕甘苏区第一次围剿是1934年2月至5月国民政府军事委员会西安绥靖公署策划、指挥对陕北苏区、陕甘边苏区的军事围剿战争。

## 战前背景与部署
1934年初西安绥靖公署主任杨虎城，开始部署对陕北、陕甘边苏区的军事围剿。

## 对陕甘边苏区第一次围剿
- 第十七路军：总指挥杨虎城，调黄陵、洛川、延安、安塞、合水、庆阳等县八个团近一万人的兵力，组织对以南梁为中心的陕甘边根据地进行围剿。
  - 第四十二师冯钦哉：一个团驻鄜县、洛川
  - 陇东绥靖司令兼第17师第49旅旅长杨子恒 驻平凉
    - 甘肃警备第二旅旅长杨其祥：驻陇东庆阳
      - 第四团 程鹏九 驻正宁县
      - 第五团 王子义 驻陇东庆阳
      - 第六团 仇良明 驻合水
- 庆阳县民团 谭世麟
- 合水县保安大队队长李鸿轩
- 陕西警备骑兵旅（驻三边）编余的驻吴起县的张廷芝民团
- 第八十六师（师长高双成）的张瑞卢第512团及民团，驻保安县
- 耀县的陕军干部团 孙友仁
- 耀县小坵镇的陕军特务一团 韩子芳
- 驻旬邑的陕西警备第一游击司令（或称陕西保安第一支队，旬邑县保安团）：何高侯，相当于一个团

中共陕甘边军事委员会主席兼红二十六军第四十二师师长刘志丹决定以部分游击队袭扰和牵制敌军，四十二师和部分游击队转移到外线寻机歼敌。此时，
- 第四十二师
  - 师长王泰吉/刘志丹（1934年元月上旬-)
  - 政委高岗/杨森
  - 参谋长刘志丹
  - 政治处主任黄子文
  - 供给处主任刘约三
  - 直属警卫连
  - 直属炮连连长王柏栋
  - 红三团：以原西北民众抗日义勇军、耀县游击队三支队和原红四团少年先锋队编成，计200余人
    - 团长王世泰
    - 政委李映南
    - 一连 连长赵国卿
    - 二连 连长陈学鼎 指导员张邦英
    - 少年先锋连 连长王有福（ -1933.12牺牲）

  - 骑兵团：由红四团一、二连编成，约百余人，战马五六十匹。
  - 团长： 黄子祥
  - 政委： 楊森(兼师党委书记)
  - 一连 连长李志柏
  - 二连 连长高占胜
- 陕甘边区工农游击队总指挥部下设
  - 第一路游击队总指挥部以陕北安定（今子长县县城）为中心。1933年11月15日，陕北一支队由陇东到达安定县境内。由于对敌情估计不足，11月20日，游击队仓促向驻守枣树坪的井岳秀部一个连发动攻击，经过激烈战斗，未克敌据点，部队伤亡很大。惠泽仁等牺牲，总指挥强世卿身负重伤，离队养伤，后遭人举报并杀害。陕北一支队由政委魏武率领向北转移，途中遭敌袭击，魏武不幸牺牲。为了摆脱困境，陕北一支队分两路继续北上至安定北部地区开展游击活动，但因给养困难，被迫分散活动。
  - 第二路游击队总指挥部以南梁为中心，总指挥杨琪，政委高岗（1934年1月-）　
    - 庆阳游击队，杨培盛任队长，习仲勋任政委。1933年11月下旬在南梁小河沟成立，活动于华池县二将川、柔远川一带。到1934年夏，庆阳游击队发展到200多人，扩编为两个支队和一个骑兵队。一支队队长张志孝，二支队队长邵怀德，骑兵队队长马福吉。
    - 合水游击队，张振东任队长，孙铭章任政委。1933年11月下旬在南梁豹子川王街成立，活动于东华池、太白一带。到1934年夏，合水游击队发展到180余人，下辖三个中队，一中队队长朱虎虎，二中队队长赵生，三中队队长夏松柏。
    - 保安游击队，刘约三任队长，王英任政委。1933年11月下旬在南梁成立，初建时只有10余人，在游击活动中，保安游击队很快发展成一支100余人的地方红军武装。
    - 安塞游击队，曹满栋任队长，王士贵任政委。1933年12月在南梁成立，刚组建时仅有七八人。此后，安塞游击队进入安塞境内活动，不久发展到50多人。
    - 庆北游击队
    - 定边游击队
    - 华池游击队
    - 环县游击队
    - 庆华游击队
    - 柔远游击队 　　

  - 第三路游击队以照金为中心。总指挥张明吾（上任不久，被叛徒杀害）/王安民(在老爷岭战斗中牺牲)/陈国栋，政委黄子文/张仲良/张邦英。
    - 平子游击队(又称正宁四支队)，成立于1933年11月，何炳正任队长，殷云山任政委。有队员50余人，辖两个分队。1934年2月发展到100余人，被改编为三路游击区第四支队，通常称为正宁四支队。不久，何炳正、殷云山调离，刘玉才继任队长，郭秉坤任政委。红二十六军组建第一团时，这支游击队被编为一团一连。
    - 回民支队(又称回民游击队)，成立于1933年秋季，王世平(回族)任队长，王世英(回族)任政委。三路游击队总指挥部成立后，回民支队编为三路游击区第十六支队，又称“正宁十六支队”。
    - 宁县三支队，成立于1934年秋季，王德宽、鲁生治、卜凤鸣、杨兴才财先后任队长，李士新、刘永培、刘玉才先后任政委。1936年1月编人新宁独立营。
    - 宁县一支队，组建于1934年冬，杨德民任队长，乔占才任政委。不久宁县一支队与宁县二支队合编，仍称宁县一支队。杨德民患病离队后，队长先后由张占荣、樊登甲、王得胜、崔瑞山、王秉祥担任，乔占才任政委。宁县一支队后扩编为新宁独立营。
    - 正宁二支队
    - 正宁三支队
    - 正宁五支队(队长张占英)
    - 正宁八支队(队长刘富奎，政委赵德荣)
    - 正宁十七支队
    - 特务队
    - 底庙游击队
    - 耀县游击队
    - 赤水游击队
    - 鄜甘游击队
    - 中宜游击队
- 陕甘边军政干部学校：刘志丹兼任校长，陕甘边革命委员会主席习仲勋兼任政委，吴岱峰、马文瑞等兼任教员。

1934年1月上旬，刘志丹、王泰吉率领红四十二师挥师南下，沿途歼灭合水固城民团，正宁王郎坡民团（今属湫头镇）、南邑堡民团（今属五顷塬回族乡）等战斗胜利。这时，王泰吉请求去豫陕边开展兵运工作，陕甘边特委同意了他的要求，并决定刘志丹接任红四十二师师长，杨森任政委。后王泰吉被时任淳化县第四区民团团总马云从出卖、逮捕，1934年2月12日于西安就义。红四十二师的南下，在正宁、旬邑、淳化一带发动群众，帮助地方党组织建立和整编游击队，扩大地方红军武装，使第三路游击区的革命形势又高涨起来，1934年2月，在红二十六军四十二师的帮助下，第三路游击队总指挥部正式成立。
1934年3月初,陕甘边军委书记刘志丹率第四十二师，由南梁出发，经宁县、正宁南下，突然出现在照金以北地区。杨虎城急令南线之敌正面堵截。红军当即挥师向东北方向的咸榆公路转战，先后袭击瑶曲歼敌一个排、宜君县大石板歼灭民团一部、五里镇歼敌一个连。又转向西北，涉过沮河，在店头消灭民团一个排，沿槐树庄经张村驿、黑水寺过太白镇回南梁根据地东华池一带短暂休整。1934年3月下旬，刘志丹率红四十二师和二路游击队、保安游击队，由南梁北上，佯攻保安县，在金鼎山渡过洛河后突然调头西进向吴起镇以南的三道川前进，刘志丹命令保安游击队包围张廷芝老家金佛坪的“豹梁寨子”，红三团和骑兵团攻占蔺家砭，打垮张廷芝一个新兵营，歼敌100多人，缴枪50余枝。打下蔺家砭后，刘志丹急令骑兵团火速前进，又一举消灭驻崖窑的敌一骑兵连，缴获全部枪枝、马匹等。并封锁了向西的交通要道。红军还俘获了张廷芝的一个兵工厂，缴获了一批枪支弹药和修造枪炮的机器，而且有几名修械工人自愿参加红军，为后来开办南梁兵工厂打下了基础。第二天，继续西进，跨过高桥（今元城镇高桥村）时，突然包围了庆阳县第四区区长高明山的家，抓了高本人和几个土豪，缴获30支枪和大批银元、物资。红三团一部迅速占领元城街道歼敌数十人，包围了谭世麟老窠刘家堡子（今元城镇刘堡子自然村），掩护大部队通过，直扑赵家梁子（今元城镇赵良子自然村）歼谭世麟儿子谭振武所带的一连骑兵，缴枪50余支，获马50余匹。
红42师从元城镇经五蛟、悦乐、城壕川进至合水县赵家塬，摆出攻打合水老县城的架势。合水敌军见红军主力兵临城下，四处求援。红军于4月2日早晨，转兵合水南塬，中午抵达西华池。西华池处于东西两侧临沟的南北狭长平原地段，中间夹着破旧的小城，地形对红军步兵骑兵协同作战十分有利。1934年4月11日，甘肃警备第二旅五团团部及2个营、1个机枪连共700余人追击至西华池。刘志丹命令红三团从正面狙击敌人，骑兵团从侧后投人战斗。王世泰指挥部队集合，命令红三团第一、二连隐蔽在北门外的一条横沟渠下待命冲锋，先锋连防守北城墙掩护。敌人进至距红军阵地三四百米时，两路纵队散开队形攻击前进，遭红三团抗击，红军骑兵团在刘志丹的指挥下，迂回到敌后，切断了敌人的退路，直捣敌人的临时指挥部和机炮连。二路游击队也在杨琪指挥下，从东沟畔包抄过来，将逃散的敌人又赶了回来。在北城墙上担任守城任务的先锋连跳下城来，冲向逃敌。敌人大部分缴械投降，少数逃到西沟畔后，又被张秀山带领的一队骑兵堵住俘虏。经过两个多小时的激战，除敌团副带领十几人侥幸逃脱外，其余全部被红军歼灭或俘虏。这次战斗，红军共毙伤敌200多人，俘虏约500人，缴获步枪500余支，八二迫击炮两门，德制马克沁重机枪两挺，骡马50余匹，炮弹数十箱。红三团阵亡红一团一连一排排长李守成以下3人，骑兵团牺牲了一名排长、一名班长。西华池战斗是陕甘边红军以少胜多、以弱胜强的著名战例，是红四十二师成立以来取得的一次重大胜利，对于粉碎对陕甘边革命根据地的第一次“围剿”，起到了决定性的作用。战斗结束后，刘志丹率领红军主力回到南梁革命根据地，部队驻扎在东华池一带进行休整补充。
不久，红42师再次南下，1934年4月23日夜红42师袭击咸榆公路上的黄堡镇。4月24日拂晓，红三团团长王世泰带三个连主攻同官县黄堡寨区公所（今黄堡镇），赚开城门，收去民团步枪18支；师政委杨森和团长董志祥带领骑兵团两个连进攻梁家塬村，耀县区长梁崇峻(子峰)在家无备被击毙；红三团政委张邦英带领一部袭击孝义堡攻入孝义中学监视耀县敌军驻军一连及保安团。1934年5月10日（一说4月22日）拂晓，红三团、骑兵团攻打淳化县城未克，部队撤到淳化县十里塬上的马家山村、和家山村一带休息。上午11时，当地的红军第三路游击队侦察发线何高侯部旬邑县保安团第五、七连两个连约200余人从旬邑县土桥镇出发目标南下三原县，正在淳化县甘咀村(今干咀村）休息。甘咀村位于十里塬西侧的三里塬之上，之间是“小花沟”，且该村东、南、西三面临沟，只有北侧与三里塬相接。刘志丹指挥红三团从马家山村以南的李家村西翻沟上塬攻击，骑兵团从马家山村的西边翻沟到对面塬上赵家村然后向南冲锋，少先队从甘咀村对面的蒙家村翻沟上塬正面进攻，中午12点钟三路同时行动，战斗持续2小时，毙敌连长以下30多人，俘虏100多人，缴获步枪100余支和许多马匹，师政委带领骑兵冲锋负重伤。从此次战斗缴获的敌军机密文件中，红军掌握了最新围剿计划：企图切断第三路游击区与南梁中心区的联系，堵死红42师回撤通道，将红军主力围歼于照金地区——
- 甘肃警备第二旅仇良明团和陇东民团谭世麟部共千余人由庆阳、合水向南梁根据地中心区域长驱直入进攻，于1934年5月中旬进入南梁中心区根据地烧杀。5月13日晚，敌军将李青山等36名红军游击队员、苏维埃政府干部和革命群众拉到阎洼子台地里活埋。谭世麟在保安县芦子沟挖了刘志丹家的祖坟，将其祖母尸骨烧焚，并杀死了其家属、户族、亲戚20多人。[4]
- 冯钦哉部一个营配以几百名地方民团武装由富县黑水寺一带向太白镇自东向西围堵
- 井岳秀部驻延安、保安的一个团从东、北两线进行战略配合，进击南梁
- 为对付活动在照金地区的红42师主力，增调马鸿宾第35师的马弘章骑兵团由南向北追剿红军
- 邓宝珊新编第一军之李贵清新编第10旅在正宁山河一线负责堵击
- 何高侯保安团一个营和民团武装数百人在淳化、土桥一线负责堵击
- 冯钦哉部的两个营在杨家店（今属今旬邑县马栏镇杨家店子村）、转角镇（今旬邑县马栏镇转角村）一线拦截

红四十二师党委在照金召开会议，鉴于第三路游击区处境险恶，师党委决定迅速北上，跳出合击圈，回师南梁根据地，争取战场主动权。1934年5月中旬，红四十二师主力离开第三路游击区北返，经香山河、油房沟，准备从马栏一带跳出敌人的合围圈。但部队在行军途中，侦察得知沿马栏至刘家店（今属底庙镇刘家店村）一线都有敌重兵严密封锁。刘志丹召开干部会议重新研究行军路线，决定以红三团为前卫，骑兵团为后卫，连夜急行军，天亮前赶到正宁五顷塬，向北绕道跳出敌军包围圈。次日早晨，红军到达五顷塬下面的岘子，马弘章的骑兵团突然尾追而至，同红军后卫部队骑兵团展开混战。红三团团长王世泰率领二连一个排在五顷塬子西侧山峁阻击，掩护大部队转移，相持半个多小时后，敌军后续部队跟进，红军阻击部队在弹药将尽的情况下，交叉掩护，钻进茂密的森林，摆脱追击。红三团先锋连奉命在五顷塬西侧高凤坡阻击敌军。先锋连在众寡悬殊的形势下，子弹打完了、枪打断了，便纷纷跳沟退出阵地跳沟，但阻止了敌军的攻势，保证了主力部队的安全转移。红军主力转移至雕翎关（今正宁县旬邑县公路省界调令关）时，又遇冯钦哉部一个营及200余民团的堵截，部队奋勇冲杀，跳出了敌人的合击圈。高凤坡战斗，红军牺牲30余人，另有20余名红军战士受伤被俘被马家军骑兵拉到山河镇的老爷庙内活埋。1934年6月，第三路游击队总指挥部以寻找到的高凤坡战斗中失散的正宁三嘉籍10余名红军战士为骨干，建立了第五支队，习惯上称“正宁五支队”。1935年，该部编入新正独立二营。
因高凤坡战斗红军损失较大，刘志丹、杨森立即改变了回师南梁的计划，决定红三团、骑兵团兵分两路转移外线作战。与此同时，陕甘边特委和第二路游击队总指挥部领导南梁根据地的游击队、赤卫军立即动员群众坚壁清野，进山隐蔽，相机袭扰敌人。红三团在刘志丹、王世泰率领下，从正宁五顷塬向合水太白镇转移途中，于和尚塬（今属直罗镇和尚塬村）与冯钦哉部骑兵团一个营及富县民团激战终日，将敌击溃。1934年5月28日，红四十二师党委在南梁寨子湾召开会议，总结了反"围剿"斗争中的经验教训，调整加强了红四十二师和游击队的各级领导；决定加强陕甘边区特委的组织建设，张秀山任特委书记；成立陕甘边军事委员会，刘志丹任军事委员会主席；杨森任红四十二师师长，高岗任政委。6月上旬，陕甘边军委令红四十二师骑兵团北上陕北，与谢子长领导的陕北游击队会合，介绍陕甘边革命斗争的形势，并赠送一批军用物资；刘志丹率红三团开往保安作短期休整。6月20日，在保安县马子川（今志丹县金鼎镇马子川村），刘志丹、王世泰率领红三团200余人遭井岳秀部第512团高玉亭营和金鼎山民团700余人偷袭，红军判明敌人企图后，立即令二连跑步率先抢占制高点，敌组织敢死队连续发起集团冲击，先锋连坚守制高点，集中火力从翼侧出击，歼敌100余人，缴获枪支弹药。刘志丹、王世泰率红三团挥师南下，挺进大凤川，与甘肃警备第二旅一个营展开白刃搏斗，歼敌大半。红军骑兵团在杨森、高锦纯、赵国卿的率领下，在进人中部小石崖休整之后，配合第三路游击队各部东出咸(阳)榆(林)大道，截获敌军汽车一辆，缴获大批军用物资。此后，骑兵团又转战延长、临镇一带，在交道塬取得歼敌一个连的胜利。
　　在主力红军的支援下，各路地方红军游击队也主动出击，接连获得重大胜利。庆阳游击队袭人保安柳村洼，直捣敌张廷芝部的后方;保安游击队连续袭击吴旗镇、宋家砭、金鼎山、王家桥等敌军据点，重创和消灭大批敌人;合水游击队继两次袭人合水县城之后，又在宁县盘克塬、合水固城川连续伏击敌军骑兵，歼敌100余人。
至此,陕甘边红军和游击队经30余次战斗,共毙伤国民党军及民团3000余人,挫败了国民党军对陕甘边苏区的第一次“围剿”。陕甘边苏区中心区域，以南梁为中心，东起蔡家沟（今甘泉县桥镇），西至五蛟堡，南到固城川，北抵吴旗镇，方圆200多平方公里内的敌据点都先后被拔除。

## 对陕北苏区第一次围剿
1934年3月，国民革命军第八十六师第五一五团在陕北民团配合下，对陕北苏区发动第一次“围剿”，进入安(定)延(川)、绥(德)清(涧)、神(木)府(谷)、葭(今佳县)吴(堡)等4块苏区,占据集镇,驻点“清剿”。
1934年7月8日,陕北特委决定成立陕北游击队总指挥部，总指挥谢子长，政委郭洪涛。7月28日谢子长率部南下陕甘边同四十二师会合，出任红四十二师政委。随后谢子长率红三团和陕北游击队北上于8月15日进至安定地区。8月18日至26日红三团在陕北游击队的配合下对第八十六师第五一五团各驻扎地发动进攻，先后取得安定井吴家塌、清涧张家圪台和河口镇等战斗的胜利，歼灭第五一五团2个连和部分民团。进占神府地区的第八十六师五一四团的1个营亦被击退。第八十六师被迫实行战略收缩。至此,第一次“围剿”陕北苏区经过大小战110余次，歼灭国民党军300余人，缴枪230余支，遂告结束。